# Skupina (firma)
Skupina, a.s. je holdingové sdružení výrobních, technologických a obchodních firem s mezinárodní působností, počátky jejíž činnosti sahají až do roku 1993. Zpočátku se holding soustředil především na dodávky, integraci a servis bezpečnostních technologií. Později rozšířil své aktivity i do odvětví civilních, a to jak v segmentu B2G, tak i B2B. Strategicky se Skupina zaměřuje na bezpečnostní, zpracovatelský, stavební a nábytkářský průmysl a služby v oblasti zdravotní péče, marketingu a správy nemovitostí. 

## Společnosti Skupiny
- Glomex MS, s.r.o., která je jedním z dodavatelů a integrátorů výzbroje, výstroje a zařízení pro bezpečnost a obranu. Také se podílí na přezbrojení a modernizaci AČR. Mezi její další tuzemské zákazníky patří Policie ČR a jednotky Integrovaného záchranného systému ČR. Společnost působí rovněž v zahraničí, zejména v členských zemích NATO v teritoriu západní, střední a východní Evropy.[4][5][6][7][8][9][10]
- BOWENITE, a.s.
- BADGERS – Development Professionals, s.r.o.
- Bflow Agency, a.s.
- Savoir Defence, a.s.
- Servisní 61, s.r.o.
- VV SKLO s.r.o.